# Union des Polonais de Biélorussie
L'Union des Polonais de Biélorussie (en polonais Związek Polaków na Białorusi, en biélorusse Саюз палякаў Беларусі, Sajuz paliakaŭ Bielarusi) est une organisation biélorusse représentant la minorité polonaise en Biélorussie. Elle compte environ 20 000 membres.
Dernièrement, l'UPB a fait l'objet d'une attention internationale toute particulière en raison de la répression exercée par gouvernement biélorusse à l'encontre de ses membres et de ses activités. Le dirigeant biélorusse, Alexandre Loukachenko, accuse en effet la Pologne et l'Union européenne de vouloir utiliser l'UPB pour créer un soulèvement similaire à ceux qui eurent lieu en Ukraine, en Géorgie et au Kirghizstan.
Depuis 2005, il existe deux groupes portant le nom d'« Union des Polonais de Biélorussie ». Le premier, dirigé par Andżelika Borys, est interdit par le gouvernement biélorusse. Le second, dispose quant à lui du soutien du gouvernement biélorusse, et est dirigé par Stanisław Siemaszko.